# Contea di Asti (età moderna)
Nel 1531 la Contea di Asti venne ceduta ai Savoia dall'Imperatore Carlo V, quale dote di nozze per sua cugina e cognata, Beatrice del Portogallo che sposò il duca Carlo III di Savoia.

## Emanuele Filiberto

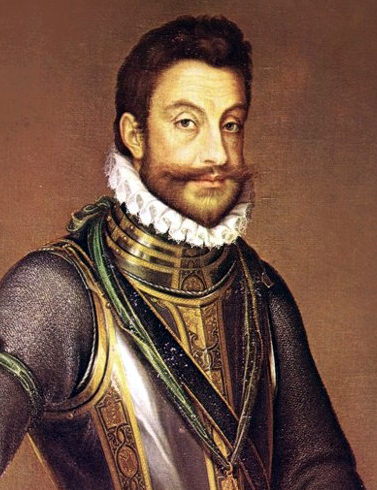
Emanuele Filiberto di Savoia

La duchessa Beatrice preso possesso della contea nominò come governatore Giacomo Folgore di Scalenghe ed il 3 giugno 1531, confermò i privilegi alla città.
Nel 1534 furono stampati da Francesco Garrone gli "Statuta Revarum Civitatis Ast" del 1377, confermati dalla duchessa nel 1531.
Tra le particolarità fu quella di permettere un mercato del bestiame il mercoledì ed il sabato (giorni ancora oggi di mercato in città).
Alla sua morte (1538), la reggenza della contea venne assunta dal figlio Emanuele Filiberto ancora infante con il titolo di "Comes Ast marchio Ceve".
Il Savoia preparandosi all'urto con i francesi si affidò ai governatori imperiali per la fortificazione della città.
Antonio di Leyva, per conto dell'imperatore Carlo V, distrusse molti sobborghi della cintura cittadina recuperandone il materiale per edificare bastioni e fortificazioni nella zona sud della città. Di particolare importanza fu la fortificazione verso il fiume Tanaro detta "Bastione dei tedeschi" .
Inoltre, i quasi 50 anni di guerre continue e distruzioni, avevano prostrato l'economia della città. Il Savoia dovette restaurare molti edifici pubblici della città ed esentò dai dazi i generi di prima necessità come il sale, l'olio, i legumi, il grano, il vino, le stoffe e le tele. Potenziò le fiere del bestiame concedendone due straordinarie all'anno di sei giorni ciascuna.
Sebbene la città fosse sotto il dominio sabaudo furono le truppe imperiali tra il 1536 ed il 1539 a presidiarne le fortificazioni ed anche dopo la pace di Cateau-Cambrésis, la città rimase presidiata perché considerata un'importante piazzaforte contro la Francia.
Nel 1565 la contea divenne "provincia" insieme a quelle di Cuneo, Mondovì, Savigliano, Ivrea, e Moncalieri nel programma di centralizzazione del potere del ducato. Ogni provincia venne retta da un governatore.
Il 24 settembre 1575, le guarnigioni spagnole di istanza in città lasciavano Asti. Negli ultimi 16 anni di presidio, i costi di mantenimento dei contingenti militari avevano raggiunto la somma di 286.365 (circa 18.000 scudi l'anno).
Il 25 settembre faceva il suo trionfale ingresso Emanuele Filiberto che dopo aver riottenuto i propri dominii grazie alla vittoria di San Quintino (1557), concluse l'opera di recupero del ducato riottenendo Pinerolo, Abbadia, Perosa, Savigliano e Genola dai francesi, Santhià ed Asti da Filippo II di Spagna.
Il duca anche se già in non buone condizioni di salute (morirà nel 1580) approfittò della visita per incontrare anche il suo amico e compagno di guerre il conte Federico Asinari di Camerano.
Giunse in città accompagnato dal figlio prediletto Amedeo e vi rimase per 11 giorni.
La città in segno di devozione donò al duca 500 scudi d'oro e 100 al figlio offerti in una tazza d'argento.
Al termine del soggiorno, il Duca ordinò che venissero dipinte le insegne ducali sulle "porte" della città.

## Carlo Emanuele I

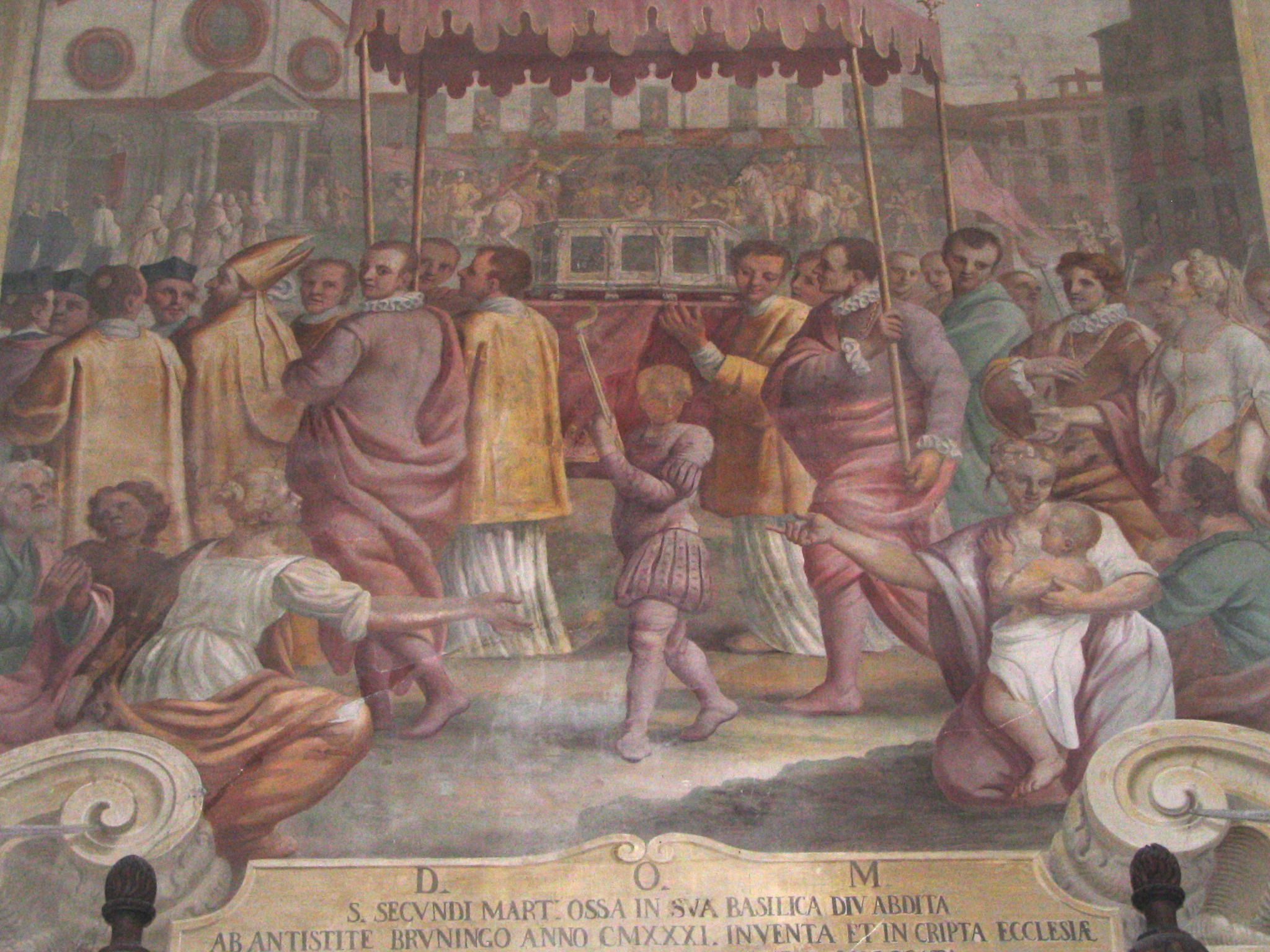
Cattedrale di Asti, traslazione delle reliquie di San Secondo da parte del vescovo Aiazza con la presenza dei Duchi di Savoia

Nel lungo periodo di reggenza di Carlo Emanuele I di Savoia (1580-1630), molti furono i nobili astigiani che ricoprirono cariche importanti. Dei 204 governatori o comandanti del Ducato di Savoia o della Contea di Nizza o delle città di Torino, Vercelli e Cuneo, nominati dal duca, 28 furono di origine astigiana e tra questi 8 furono dei Roero.
Il duca riuscì a crearsi una serie di alleanze fra le famiglie astigiane che erano state emarginate dal governo francese. Abbiamo quindi cariche importanti tra gli Asinari, gli Scarampi, gli Alfieri, i Cacherano, i Garretti; riuscì a portare al suo servizio anche famiglie come i Ponte ed i Solaro che erano state fedeli al re di Francia, mentre lasciò ai margini i Malabayla ed i Damiano che ebbero un ruolo di primo piano in epoca orleanese.
La Zecca di Asti fu definitivamente chiusa verso il 1590 ma le ultime monete vennero emesse nel 1559 a nome di Emanuele Filiberto. Unica zecca operante nei domini Sabaudi di qua delle alpi rimase quella di Torino.
Il duca, con la consorte Caterina Michela d'Asburgo e la corte, fece visita alla città il 31 maggio 1597 e trovandola in condizioni pessime, deliberò che i feudatari del contado astigiano dimorassero almeno 6 mesi all'anno in città per scoraggiarli dal prendere residenza nella capitale sabauda di Torino e lasciare la città deserta.
In città i Duchi di Savoia presenziarono alla funzione religiosa celebrata dal vescovo Aiazza e visionarono le reliquie di san Secondo. Quindi parteciparono alla processione insieme al sindaco di Asti, Giulio Cesare Mazzetti di Frinco ed al termine incisero i propri nomi sulla cassa d'argento donata dagli stessi per custodire le reliquie del patrono.
Lasciarono la città il 2 giugno.
L'anno dopo la peste scoppiò in città mietendo vittime per due anni e prostrandola economicamente.
Con lo scoppio della guerra per la successione del Monferrato, Asti diventò la principale piazzaforte sabauda. Nel 1614 e 1615 il marchese Francesco Mendoza di Ynosa cercò di occupare la città senza riuscirvi. Il 23 giugno 1615, dopo 34 giorni di azioni belliche, gli spagnoli desistettero e l'Ynosa venne richiamato a Madrid per non aver portato a termine la missione.

## Vittorio Amedeo I

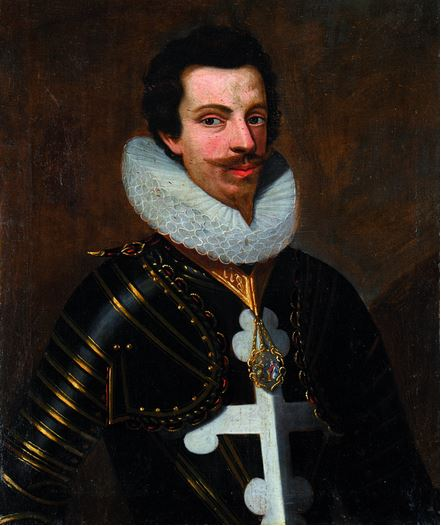
Vittorio Amedeo I di Savoia

Dopo le guerre Vittorio subentrato al padre alla sua morte aveva ripristinato il privilegio di effettuare in Asti 5 fiere del bestiame di 8 giorni l'una (con inizio 9 febbraio, 25 marzo, 10 giugno, 15 agosto e 8 settembre), più le due secolari fiere di marzo ed ottobre di 15 giorni l'una. Inoltre riportò il mercato del bestiame ogni giovedì dell'anno.
Il periodo di pace durò pochi anni e nel 1637, il governatore di Milano Leganes, con un contingente spagnolo mosse verso Asti. Occupò Ponzone e Nizza Monferrato, ma forse per timore delle truppe sabaude comandate dal marchese Guido Villa, non attaccò la città e ripiegò verso Rocca d'Arazzo. I Piemontesi con a capo il conte di Verrua ed assediarono il paese. Durante l'assedio di Rocca, il duca soggiornò in Asti e sollevò con un decreto molti carichi dell'erario a cui la città era sottoposta vista la grave condizione economica della Contea.

## Scoppio della guerra civile
La morte di Vittorio Amedeo, il 7 ottobre 1637, portò alla reggenza del ducato la consorte Maria Cristina di Francia in vece del figlio Francesco Giacinto e, dopo la sua morte, del fratello Carlo Emanuele.
La duchessa, dovette fronteggiare da una parte gli attacchi dei cognati Tommaso Francesco di Savoia, principe di Carignano, che del cardinale Maurizio, entrambi filo-spagnoli e dall'altra le mire del cardinale Richelieu, il quale cercava di annettere alla corona di Francia il Ducato di Savoia.
Il 1º maggio 1639, con l'aiuto degli astigiani Tommaso penetrò in città ed occupò la cittadella ed il castello. Con un presidio spagnolo rimase in città anche il cardinale Maurizio con la sua corte.
Nel 1642 Tommaso e Maurizio, si accordarono con Madama Cristina per riconquistare i territori lasciati in mano alla Spagna.
Nel 1643, Tommaso attaccò la città presidiata dagli spagnoli e ne espugnò il castello il 1º maggio. La città torno in mano a Madama Reale anche se gli iberici tentarono di rioccuparla il 21 settembre 1650 conquistando il forte di San Pietro e penetrando nel Borgo Santa Maria Nuova.
Le milizie spagnole comandate dal conte Galeazzo Trotti dopo un giorno di scontri furono ricacciati fuori dalla città, grazie anche al sacrificio di molti cittadini astigiani.
Nel 1703,durante la guerra per la successione spagnola, la città, priva di guarnigione per la sua difesa venne occupata dai francesi guidati dal duca di Vendôme; nel 1705 le truppe francesi sgombrarono dalla città e nel 1706 con la loro sconfitta nell'assedio di Torino abbandonarono il Piemonte.
In seguito alla sconfitta francese in Fiandra (1708) cominciarono le lunghe trattative di pace, ma solamente nel 1712 Asti tornò definitivamente sotto la dominazione sabauda.
Vittorio Amedeo II partecipando vittoriosamente alla Guerra di successione spagnola, nel 1714, in virtù del Trattato di Utrecht, ottenne la corona reale di Sicilia e ne mantenne la sovranità fino al 1718.
Nel 1720, in ottemperanza del trattato di Londra del 1718, Vittorio Amedeo II dovette lasciare il trono di Sicilia in cambio di quello di Sardegna, mantenendo comunque il titolo regio.
Il Ducato di Savoia divenne pertanto "Regno di Sardegna", anche se nei fatti ben poco cambiò, a cominciare dalla capitale che rimase a Torino.
Dal 1800 al 1805 Asti divenne capoluogo del dipartimento francese del Tanaro.

## Conte titolare di Asti

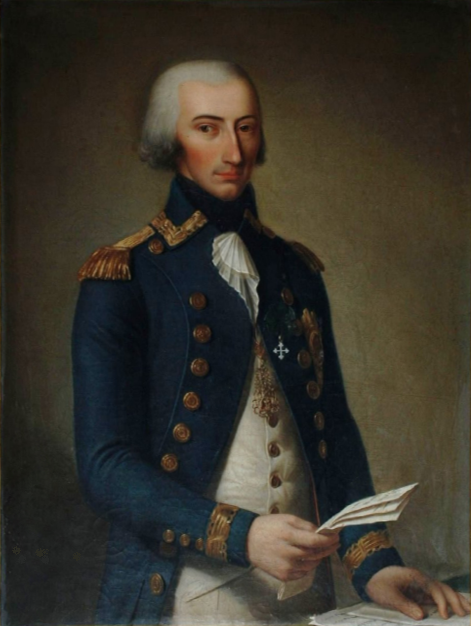
Giuseppe Benedetto Maria Placido di Savoia

Nel 1796, dopo la sconfitta dello Stato sabaudo nella guerra contro la Francia rivoluzionaria ed il passaggio della Savoia alla Francia, il titolo di Conte di Asti fu assunto da Giuseppe Benedetto Maria Placido di Savoia, il quale aveva dovuto abbandonare il titolo di conte di Moriana.